# Kleine Feuerameise
Die Kleine Feuerameise (Wasmannia auropunctata) ist eine ursprünglich in Südamerika heimische Ameisenart, die heute fast weltweit durch den Menschen verschleppt und eingebürgert worden ist. Sie gilt überall dort, wo sie auftritt, als Schädling. Der Name Feuerameise leitet sich von dem unangenehmen, für ein so kleines Insekt bemerkenswerten Stich ab. Als „kleine“ Feuerameise wird sie nicht nur wegen der geringen Körpergröße bezeichnet, sondern auch, um sie von der „großen“ Feuerameise Solenopsis invicta zu unterscheiden, mit der sie nicht näher verwandt ist. Der Gattungsname wurde zu Ehren des „Ameisenpaters“ Erich Wasmann vergeben.

## Merkmale
Arbeiterinnen der Art sind kleine Ameisen mit einer Körperlänge von kaum 1,5 Millimeter. Sie sind einfarbig gelbbraun bis orange gefärbt. Wie typisch für Vertreter der Unterfamilie Myrmicinae, ist der freie Hinterleib (Gaster) durch zwei verdickte Stielglieder, Petiolus und Postpetiolus genannt, vom Rumpfabschnitt (Alitrunk oder Mesosoma) abgesetzt. Typisch für die Art und wichtigstes Unterscheidungsmerkmal zu anderen Wasmannia-Arten ist die Gestalt des Petiolus. Dieser ist knotenförmig verdickt mit im Profil rechteckiger Gestalt, bei den anderen Arten im Profil immer abgerundet. Der Kopf trägt elfsegmentige Antennen, deren beiden letzte Glieder eine abgesetzte Fühlerkeule bilden. Das verlängerte Basalglied der Antennen, der Scapus, reicht bei zurückgelegter Antenne nach hinten bis über den Augenrand, aber nicht über den Rand des Kopfes. Die Mandibeln sind dreieckig, die Kauleiste trägt fünf kleine Zähne. Die Komplexaugen sind relativ groß, mit mehr als 10 Ommatidien. Auffallend sind zwei Kiele auf der Kopfoberseite, die Frontalkiele, die bei der Art bis zur Hinterkante des Kopfs reichen und zwei schwach eingesenkte Fühlergruben begrenzen. Der Rumpfabschnitt ist im Profil abgerundet, er trägt lange Borsten (Setae). Das Propodeum trägt zwei lange, spitze Dornen. Die Tiere besitzen einen funktionstüchtigen Giftstachel, mit dem sie auch die menschliche Haut durchdringen können. Wasmannia auropunctata ähnelt den kleinen Rasenameisen der Gattung Tetramorium, ist von diesen aber durch die langen, spitzen Dornen am Propodeum und die nur elfsegmentigen Antennen mit zweigliedriger Keule unterscheidbar.
Königinnen der Art sind wesentlich größer als die Arbeiterinnen, sie erreichen etwa 4,5 Millimeter Körperlänge, und sind dunkel gefärbt.

## Lebensweise
Die Kleine Feuerameise nistet gewöhnlich oberhalb des Erdbodens, in der Streuschicht und unter Steinen und in jeder Art von Spalten und Höhlungen, sowohl in Pflanzen wie auch in menschengemachten Strukturen. Sie ist in Bezug auf den Lebensraum nicht wählerisch und kommt in besonnten und beschatteten Habitaten gleichermaßen vor. Obwohl sie auch in ungestörten Primärwäldern nicht völlig fehlt, erreicht sie höhere Dichten vor allem in vom Menschen gestörten Habitaten und Kulturland. Hier kann sie nicht selten die häufigste und individuenreichste Ameisenart überhaupt sein.
Wichtigste Nahrungsquelle der Art ist Honigtau aus von ihr betreuten und verteidigten Blattlaus- oder Schildlaus-Kolonien, sie nutzt auch gern Nektar aus extrafloralen Nektarien. Die Art bildet große Kolonien mit mehreren Königinnen, ist also polygyn. Neue Kolonien entstehen durch Sprossung, indem eine oder mehrere Jungköniginnen das Nest gemeinsam mit einer Anzahl Arbeiterinnen verlassen. Während sie anderen Ameisenarten gegenüber hochgradig aggressiv ist, sind Kolonien der Art untereinander friedlich. Dies geht teilweise auf die besondere Vermehrungsweise zurück, bei der Jungköniginnen durch Parthenogenese erzeugt werden, also als Klone aufgefasst werden können. Dies geht so weit, dass Königinnen, Brut und Arbeiterinnen ohne Schranken zwischen vielen verschiedenen Kolonien hin- und herwechseln. Diese werden daher oft als eine gemeinsame, noch zusammengehörige „Superkolonie“ aufgefasst. Zum Beispiel bilden alle Kolonien auf der Insel Neukaledonien eine Superkolonie von 450 Kilometer Länge. Dies gilt aber insbesondere für die eingeführten, invasiven Populationen der Art, während es im natürlichen Verbreitungsgebiet zwar vorkommt, aber hier vor allem in vom Menschen gestörten Lebensräumen.
Der Fortpflanzungsmodus der Art ist bemerkenswert, er wurde 2005 von Denis Fournier und Kollegen beschrieben. Sie fanden, dass die Königinnen sowohl innerhalb eines Nests wie auch in benachbarten Nestern oft genetisch identisch waren, also offensichtlich auf (ameiotische) Parthenogenese zurückgehen. Bei der Analyse erwiesen sich auch die Männchen untereinander als genetisch identisch – aber mit einem anderen Genotyp als die Königinnen. Arbeiterinnen waren genetisch untereinander verschieden und gehen offensichtlich auf normale geschlechtliche Fortpflanzung zurück. Dass die sexuelle Fortpflanzung bei den Arbeiterinnen beibehalten wurde, führen sie auf die Vorteile, die genetisch diverse Tiere zum Beispiel gegenüber Parasiten und Krankheitserregern besitzen, zurück. Solange dieser Fortpflanzungsmodus anhält, verhindert er jeden Genfluss zwischen Männchen und Weibchen der Art, wodurch sich diese genetisch auseinanderentwickeln könnten. Spätere Untersuchungen haben aber gezeigt, dass es neben der klonalen Fortpflanzung auch zu sexueller Fortpflanzung bei der Art kommt, häufiger im natürlichen Lebensraum, aber gelegentlich auch in eingeführten Populationen.

## Lebensraum
Das natürliche Areal der Art liegt in Süd- und Mittelamerika (Neotropis), es reicht von Zentralmexiko bis nach Uruguay und den Norden Argentiniens. Nach einigen Angaben sind auch die Populationen im Norden Mexikos, bis in den äußersten Süden der USA autochthon, andere gehen hier von eingeschleppten Tieren aus. Genauso umstritten ist auch der Status auf den westindischen Inseln; zumindest heute kommt sie auf nahezu allen Inseln vor, ist aber möglicherweise auf einer Reihe von ihnen ursprünglich. Die Typlokalität der Art ist die Insel Kuba.
Die geringe Körpergröße der Art, ihre ökologische Plastizität und der Modus der Koloniegründung durch Sprossung und ihre Besiedlung auch menschengemachter Substrate haben dazu geführt, dass die Art fast weltweit in warme Regionen verschleppt worden ist. Schon im 19. Jahrhundert war sie in Afrika (in Gabun und Sierra Leone) gefunden worden und hat seitdem weitere Teile von Afrika erreicht. Im 20. Jahrhundert begann ihr Siegeszug in Ozeanien. 1972 erreichte sie Neukaledonien, 1974 die Salomonen, 1997 Tuvalu und 1999 Hawaii. Seit 2002 ist sie auch in Australien, seit 2005 auf Neuguinea nachgewiesen. Seit ca. 1998 wird auch Israel besiedelt. Dies zeigt, dass sie sowohl in Regionen mit mehr als 5 Monaten Trockenzeit wie auch in Bereichen mit Minimumtemperaturen weit unterhalb tropischer Verhältnisse leben kann. Die Minimaltemperaturen der besiedelten Bereichen in Israel liegen verbreitet unter 9 °C, in einem Fall sogar unter 6 °C. In gemäßigtem Klima mit Nachtfrösten vermag die Art nicht im Freien zu leben. Hier sind allerdings immer wieder Kolonien in dauerwarmen Gewächshäusern beobachtet worden, die erste schon 1907 in Kew Gardens, England.

## Auswirkungen
Die Art ist als ökonomischer Schädling eingestuft. Problematisch sind vor allem durch Stiche von Arbeitern bei der Feldarbeit eintretende Ernteschäden wie auch die Schädigung von Pflanzen durch von ihr geförderte und verbreitete pflanzensaugende Blatt- und Schildläuse. Außerdem werden, sowohl von Haus- wie auch von Wildtieren, Fälle von Blindheit durch Stiche in die Augen angegeben. Als weitaus bedeutsamer werden allerdings die ökologischen Konsequenzen ihrer Ausbreitung angesehen. Die gravierendsten Auswirkungen werden dabei für tropische Inseln angegeben. Besonders gravierend sind ihre Auswirkungen auf andere Ameisenarten. Sie ist imstande, über große Gebiete buchstäblich alle anderen vorkommenden Ameisenarten zu verdrängen. Auf den Galapagosinseln verschwanden in den von der Kleinen Feuerameise besiedelten Gebieten nicht nur die dort heimischen Ameisen, sondern auch andere Arthropoden (mit Ausnahme der Blattläuse) wurden signifikant seltener. Die Verdrängung der heimischen Ameisenfauna wird nun auch aus den Regionen Israels berichtet, die die Art schon erreicht hat. Aufgrund dieser Berichte wird die Art auf der Liste der 100 schlimmsten invasiven Arten weltweit aufgeführt, die vom IUCN herausgegeben wird (vgl. Liste der 100 gefährlichsten Neobiota).
Die Art ist 2022 in die Liste invasiver gebietsfremder Arten von unionsweiter Bedeutung für die Europäische Union aufgenommen worden.

## Taxonomie
Die Gattung Wasmannia umfasst zehn Arten, die außer Wasmannia auropunctata alle auf Südamerika beschränkt sind, oft mit recht kleinem Verbreitungsgebiet. Als nächstverwandt gilt die Gattung Blepharidatta. Die Gattung wird nach neueren Analysen gemeinsam mit den Blattschneiderameisen der Gattung Atta in der Tribus Attini eingeordnet.